# Кюрд-овшары
«Кюрд-овшары» (азерб. Kürd ovşarı) — симфонический мугам, написанный в 1948 году азербайджанским композитором Фикретом Амировым. В 1949 году Амиров за сочинение мугамов «Кюрд овшары» и «Шур» был удостоен Сталинской премии.
В 1960 году лондонский филармонический оркестр и филадельфийский оркестр под управлением известного дирижера Леопольда Стоковского исполняли симфонический мугам «Кюрд овшары». В США выпущены пластинки с записью этого мугама в исполнении бостонского и лейпцигского симфонических оркестров.